# Liste der Biografien/Mub
Liste der Biografien |
Portal Biografien |
Personensuche
# |
A |
B |
C |
D |
E |
F |
G |
H |
I |
J |
K |
L |
M |
N |
O |
P |
Q |
R |
S |
T |
U |
V |
W |
X |
Y |
Z |
?
 
Ma |
Mb |
Mc |
Md |
Me |
Mf |
Mg |
Mh |
Mi |
Mj |
Mk |
Ml |
Mm |
Mn |
Mo |
Mp |
Mq |
Mr |
Ms |
Mt |
Mu |
Mv |
Mw |
Mx |
My |
Mz
 
Mua |
Mub |
Muc |
Mud |
Mue |
Muf |
Mug |
Muh |
Mui |
Muj |
Muk |
Mul |
Mum |
Mun |
Muo |
Mup |
Muq |
Mur |
Mus |
Mut |
Muu |
Muv |
Muw |
Mux |
Muy |
Muz
Die Liste der Biografien führt alle Personen auf, die in der deutschsprachigen Wikipedia einen Artikel haben. Dieses ist eine Teilliste mit 22 Einträgen von Personen, deren Namen mit den Buchstaben „Mub“ beginnt.

## Mub

### Muba
- Mubama, Divin (* 2004), englischer Fußballspieler
- Mubanga, Hellen (* 1995), sambische Fußballspielerin
- Mubarak (1909–1986), indischer Filmschauspieler
- Mubarak, Abdel Aziz El (1951–2020), sudanesischer Musiker
- Mubarak, Ali Pascha († 1893), ägyptischer Staatsmann und Schriftsteller
- Mubarak, Bilal Saad (1972–2018), katarischer Leichtathlet
- Mubarak, Chaldun Al- (* 1975), emiratischer Unternehmer
- Mubarak, Gamal (* 1963), ägyptischer Politiker
- Mubarak, Husni (1928–2020), ägyptischer Politiker, Staatspräsident von ÄgyptenHusni Mubarak (1928–2020)

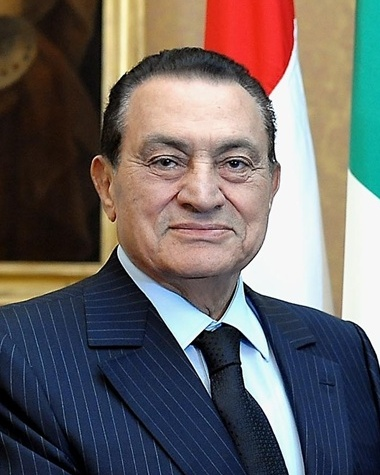
Husni Mubarak (1928–2020)

- Mubarak, Jamal (* 1974), kuwaitischer Fußballspieler
- Mubarak, Khalfan (* 1995), Fußballspieler aus den Vereinigten Arabischen Emiraten
- Mubarak, Mubarak Ata (* 1981), saudischer Hürdenläufer
- Mubarak, Muna (* 2000), bahrainische Sprinterin
- Mubarak, Razan Khalifa Al (* 1979), emiratische Unternehmerin und Umweltschützerin
- Mubarak, Suzanne (* 1941), ägyptische Ehegattin des Staatspräsidenten Hosni Mubarak
- Mubarakpuri, Safiur Rahman (1942–2006), indischer Autor
- Mubare, Joe (* 1947), deutsch-amerikanischer Komponist und Musiker
- Mubayi, Sylvester (1942–2022), simbabwischer Bildhauer

### Mube
- Mubenzem, Dieudonné (* 1996), tschechischer Handballspieler

### Mubi
- Mubika, Mubika (* 1973), sambischer Politiker
- Mubin, Abdul († 1673), Sultan von Brunei

### Mubu
- Mubukwanu, Nathaniel (* 1969), sambischer Politiker